# Diapheromera arizonensis
Diapheromera arizonensis är en insektsart som beskrevs av Andrew Nelson Caudell 1903. Diapheromera arizonensis ingår i släktet Diapheromera och familjen Diapheromeridae. Inga underarter finns listade i Catalogue of Life.